# Сквиртне

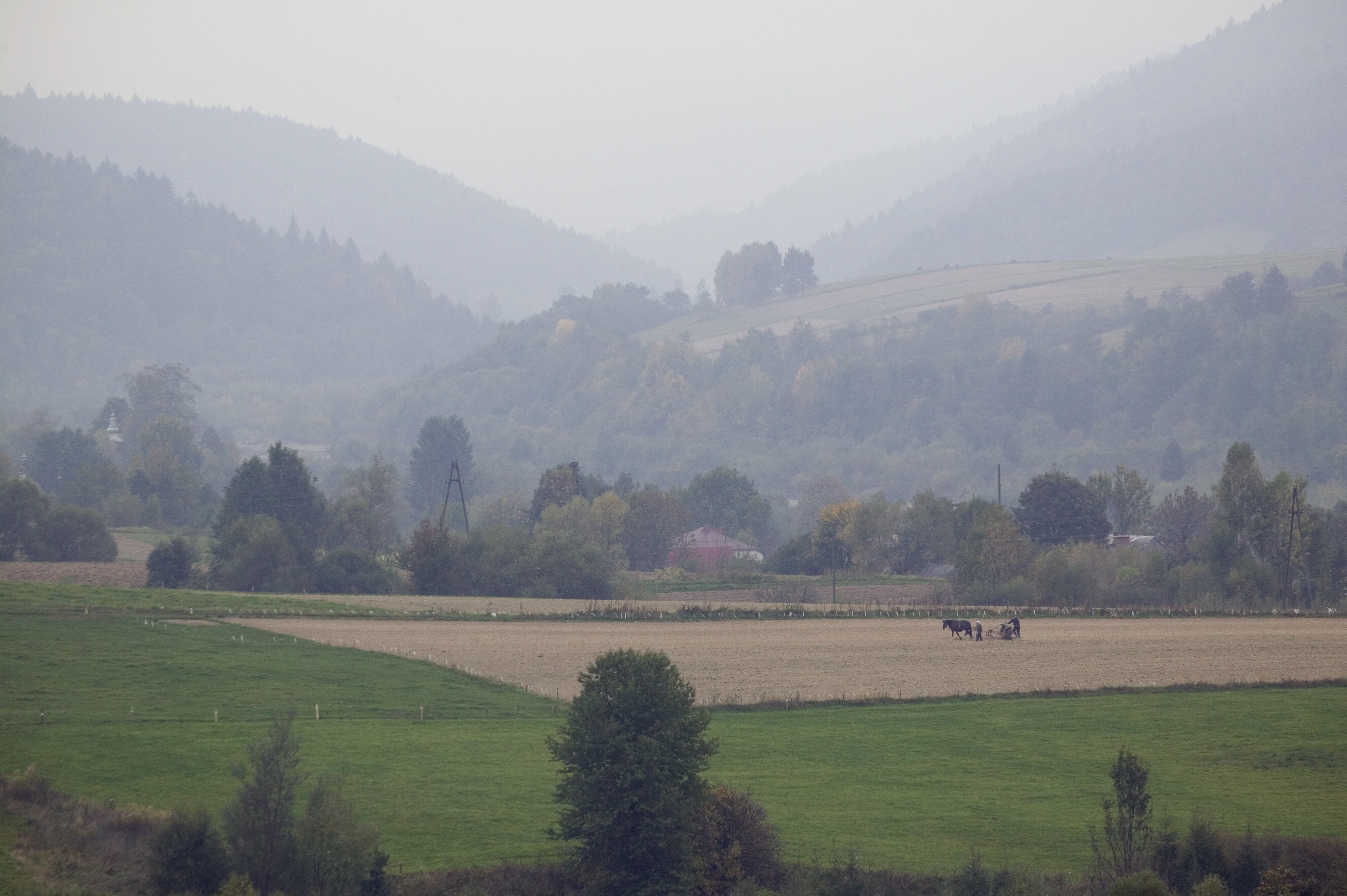
Вид села

Скви́ртне (пол. Skwirtne, русин. Сквіртне) — село в Польше, находится на территории гмины Усце-Горлицке Горлицкого повята Малопольского воеводства.

## География
Село располагается возле польско-словацкой границы в 4 км до Усце-Горлицке, в 17 км до Горлице и в 111 км до Кракова.

## История
До конца Второй мировой войны в селе проживали лемки. В 1946—1947 годах большинство жителей села были переселены во время операции «Висла» на западные территории Польши.

## Население
На 2009 год в селе проживало 107 человек.

## Достопримечательности
- Церковь святых Космы и Дамиана — историческо-архитектурный памятник Малопольского воеводства. Входит в туристический маршрут «Путь деревянной архитектуры».

## Источник
- Skwirtne, Słownik geograficzny Królestwa Polskiego i innych krajów słowiańskich, Tom VI, 1884.